# لورنس هنري هيكس
لورنس هنري هيكس (بالإنجليزية: Laurence Henry Hicks)‏ هو ملحن أسترالي، ولد في 1912 في لندن في المملكة المتحدة، وتوفي في 1997 في Laverton, Victoria ‏ في أستراليا.

## وصلات خارجية
- لورنس هنري هيكس على موقع ميوزك برينز (الإنجليزية)